# Джель-Арык
Джель-Арык (кирг. Жел-Арык) — село в Кеминском районе Чуйской области Кыргызстана. Входит в состав Кызыл-Октябрьского аильного округа. Код СОАТЕ — 41708 213 830 03 0.

## География
Село расположено на левом берегу реки Чу, на расстоянии приблизительно 10 километров (по прямой) к востоку-юго-востоку (ESE) от города Кемин, административного центра района. Абсолютная высота — 1276 метров над уровнем моря.

## Население
| год     | 2009 | 2014 | 2015 |
| ------- | ---- | ---- | ---- |
| человек | 226  | 275  | 277  |